# Hoplopagrus
Genre
Espèce
Statut de conservation UICN

 LC  : Préoccupation mineure
Hoplopagrus est un genre de poissons de la famille des Lutjanidae. Ce genre monotypique, ne comporte qu'une espèce, Hoplopagrus guentherii.

## Liste des espèces
- Hoplopagrus guentherii Gill, 1862